# Fontenay-en-Vexin
Pour les articles homonymes, voir Fontenay.
Fontenay-en-Vexin, précédemment nommée Fontenay, est une ancienne commune française, située dans le département de l'Eure en région Normandie, devenue le 1er janvier 2016 une commune déléguée au sein de la commune nouvelle de Vexin-sur-Epte.

## Géographie
Fontenay-en-Vexin se trouve dans le département de l'Eure, près de Vernon.

## Toponymie
Le nom de la localité est attesté sous les formes Fontanetum en 1284 (cartulaire blanc de Saint-Denis), Fontanis castrum en 1315 (charte de Louis le Hutin), Fontenay-en-Vexin en 1867 (ann. judic.).
Un décret du 16 novembre 2015, paru au journal officiel du 18 novembre, modifie le nom  de la commune qui devient officiellement Fontenay-en-Vexin.
Le Vexin normand s'étend sur le nord-est du département de l'Eure.

## Histoire
- Création d'une sucrerie en 1867.

## Politique et administration
| Période                                  | Période    | Identité      | Étiquette | Qualité         |
| ---------------------------------------- | ---------- | ------------- | --------- | --------------- |
| Les données manquantes sont à compléter. |            |               |           |                 |
| mars 2001                                | 31/12/2015 | Fabrice Caudy | DVG       | Agent technique |

## Démographie
L'évolution du nombre d'habitants est connue à travers les recensements de la population effectués dans la commune depuis 1793. À partir du 1er janvier 2009, les populations légales des communes sont publiées annuellement dans le cadre d'un recensement qui repose désormais sur une collecte d'information annuelle, concernant successivement tous les territoires communaux au cours d'une période de cinq ans. 
Pour les communes de moins de 10 000 habitants, une enquête de recensement portant sur toute la population est réalisée tous les cinq ans, les populations légales des années intermédiaires étant quant à elles estimées par interpolation ou extrapolation. Pour la commune, le premier recensement exhaustif entrant dans le cadre du nouveau dispositif a été réalisé en 2005,.
En 2013, la commune comptait 309 habitants, en évolution de −3,13 % par rapport à 2008 (Eure : +2,66 %, France hors Mayotte : +2,49 %).
| 1793 | 1800 | 1806 | 1821 | 1831 | 1836 | 1841 | 1846 | 1851 |
| ---- | ---- | ---- | ---- | ---- | ---- | ---- | ---- | ---- |
| 290  | 274  | 293  | 279  | 325  | 300  | 306  | 557  | 354  |

| 1856 | 1861 | 1866 | 1872 | 1876 | 1881 | 1886 | 1891 | 1896 |
| ---- | ---- | ---- | ---- | ---- | ---- | ---- | ---- | ---- |
| 298  | 302  | 326  | 361  | 352  | 327  | 318  | 250  | 242  |

| 1901 | 1906 | 1911 | 1921 | 1926 | 1931 | 1936 | 1946 | 1954 |
| ---- | ---- | ---- | ---- | ---- | ---- | ---- | ---- | ---- |
| 220  | 220  | 214  | 190  | 202  | 178  | 169  | 212  | 184  |

| 1962 | 1968 | 1975 | 1982 | 1990 | 1999 | 2005 | 2010 | 2013 |
| ---- | ---- | ---- | ---- | ---- | ---- | ---- | ---- | ---- |
| 200  | 225  | 200  | 225  | 234  | 265  | 308  | 325  | 309  |

## Culture locale et patrimoine

### Lieux et monuments
- Église Notre-Dame [8].
- Château de Beauregard [9]. Au XVIIe siècle, il fut le lieu de naissance et de villégiature de Guillaume Amfrye de Chaulieu, poète libertin et courtisan français; puis la résidence du comte Léon de Laborde, homme politique et archéologue du Second Empire, qui y mourut en 1869. Le château fut occupé et saccagé par les Prussiens en 1870[10], puis par les Allemands pendant la Seconde Guerre mondiale. Cette propriété privée appartient actuellement à la famille Icard.

### Patrimoine naturel

#### Sites inscrits
- L’ensemble formé par l’église, le cimetière, l’immeuble bâti donnant sur le chemin Grande Communication no 9 et sis sur la parcelle no 1056 section A, ainsi que le chemin de Grande Communication no 9 au droit desdites parcelles,  Site inscrit (1943)[11]

- Le domaine de Beauregard  Site inscrit (1943)[12].

### Personnalités liées à la commune
- Guillaume Amfrye de Chaulieu (1639-1720), poète français, né à Fontenay sur les terres de Beauregard.
- Léon de Laborde (1807-1869), historien et homme politique français, qui fut maire de Fontenay sous le Second Empire et mourut au château de Beauregard.

### Citations
Fontenay, lieu délicieux,
Où je vis d'abord la lumière ;
Bientôt au bout de ma carrière,
Chez toi je joindrai mes aïeux.
Muses, qui dans ce lieu champêtre
Avec soin me fites nourrir ;
Beaux arbres qui m'avez vu naître,
Bientôt vous me verrez mourir.
GUILLAUME AMFRYE DE CHAULIEU